# 仲村来唯也
仲村 来唯也 （なかむら らいや、2000年3月17日 - ）は、沖縄県出身のプロ野球選手（内野手）。右投左打。くふうハヤテベンチャーズ静岡所属。

## 経歴
中学校時代は名護市立大宮中学校に在籍。
高校は福岡県の筑紫台高等学校に進学し、2年時より主に3番を打った。3年時には主に1番として活躍するが甲子園には出場できなかった。
大学は環太平洋大学に進学した。硬式野球部では1年時より三塁のレギュラーをつかみ、主に5番で出場した。第49回明治神宮野球大会では佐藤輝明を擁する近畿大学に勝利し決勝に進んだ。決勝では小郷裕哉、伊藤裕季也、糸川亮太らを擁する立正大学に敗北し準優勝だった。2年時には第68回全日本大学野球選手権大会に出場するが宮崎産業経営大学に1回戦で敗北する。主将に就任した3年時には中国地区大学野球連盟の秋季リーグで遊撃手でベストナインと最優秀殊勲選手賞を、4年時の春季リーグでは三塁手でベストナインを受賞した。他にも日本学生野球協会の中国地区大学表彰選手に選ばれた。その年のプロ志望届は提出しなかった。
その後、沖縄電力の硬式野球部に入部したが試合出場は無く、同年のうちに九州アジアリーグの火の国サラマンダーズに入団した。2022年シーズンには28試合に出場、打率.286を記録した。2023年シーズンには75試合に出場、打率.287を記録した。
2023年12月7日、2024年シーズンから日本野球機構のウエスタン・リーグに新規参入するくふうハヤテベンチャーズ静岡に入団することが発表された。番号は23。
2024年4月12日の対広島東洋カープ戦（ちゅ〜るスタジアム清水）で2番・遊撃手として先発出場すると、第4打席で藤井黎來から右越え3点本塁打を打ち、公式戦19戦目にしてチーム第1号本塁打となった。最終的にチームで3番目に多い102試合に出場し、打率.216、4本塁打、34打点の成績だった。

## 選手としての特徴
身長172cmと小柄ながら、逆方向にも打球を飛ばせる打撃が魅力。内野守備では深い位置からも力強い送球を見せる。仲村自身は「どちらかというと、守備の方が自信がある」と語る。

## 詳細情報

### 独立リーグでの年度別打撃成績[12]
| 年 度     | 球 団     | 試 合 | 打 席 | 打 数 | 得 点 | 安 打 | 二 塁 打 | 三 塁 打 | 本 塁 打 | 塁 打 | 打 点 | 盗 塁 | 盗 塁 死 | 犠 打 | 犠 飛 | 四 球 | 敬 遠 | 死 球 | 三 振 | 併 殺 打 | 打 率 | 出 塁 率 | 長 打 率 | O P S |
| --------- | --------- | ----- | ----- | ----- | ----- | ----- | -------- | -------- | -------- | ----- | ----- | ----- | -------- | ----- | ----- | ----- | ----- | ----- | ----- | -------- | ----- | -------- | -------- | ----- |
| 2022      | 熊本      | 28    | 72    | 63    | 11    | 18    | 3        | 0        | 0        | 24    | 7     | 0     | 1        | 0     | 0     | 6     | -     | 1     | 7     | 0        | .286  | .357     | .333     | .690  |
| 2023      | 熊本      | 75    | 327   | 289   | 48    | 83    | 14       | 2        | 3        | 129   | 52    | 17    | 9        | 0     | 1     | 27    | -     | 4     | 55    | 4        | .287  | .355     | .381     | .736  |
| 通算：2年 | 通算：2年 | 103   | 399   | 352   | 59    | 101   | 17       | 2        | 3        | 153   | 59    | 17    | 10       | 0     | 1     | 33    | -     | 5     | 62    | 4        | .287  | .355     | .372     | .727  |

### 背番号
- 23（2022年、2024年 - ）
- 5（2023年）